# Where Dead Angels Lie
Where Dead Angels Lie EP je švedskog black metal sastava Dissection. Diskografska kuća Nuclear Blast Records objavila ga je 26. travnja 1996. Pjesme s albuma ponovno su objavljene na ponovnom izdanju albuma Storm of the Light's Bane.

## Popis pjesama
| 1.    | »Where Dead Angels Lie« (demo verzija)     | 6:09 |
| 2.    | »Elisabeth Bathory« (obrada Tormentora)    | 5:04 |
| 3.    | »Antichrist« (obrada Slayera)              | 2:45 |
| 4.    | »Feathers Fell«                            | 0:52 |
| 5.    | »Son of the Mourning«                      | 3:12 |
| 6.    | »Where Dead Angels Lie« (verzija s albuma) | 5:51 |
| 23:53 |                                            |      |

## Zasluge
Dissection
- Johan Norman – gitara
- Peter Palmdahl – bas-gitara
- Jon Nödtveidt – gitara, vokal
- Ole Öhman – bubnjevi

Dodatni glazbenici
- Alexandra Balogh – glasovir (na pjesmi "Feathers Fell")

Ostalo osoblje
- Necrolord – naslovnica albuma